# Liriomyza subvirgo
Liriomyza subvirgo är en tvåvingeart som beskrevs av Rohdendorf-holmanova 1960. Liriomyza subvirgo ingår i släktet Liriomyza och familjen minerarflugor. Inga underarter finns listade i Catalogue of Life.